# Klütz
Klütz [klyːt͡s] è una città di 3 153 abitanti del Meclemburgo-Pomerania Anteriore, in Germania.
Appartiene al circondario del Meclemburgo Nordoccidentale ed è parte della comunità amministrativa del Klützer Winkel.